# 共産主義者と社会主義者の議員連合
共産主義者と社会主義者の議員連合（きょうさんしゅぎしゃとしゃかいしゅぎしゃのぎいんれんごう、ルーマニア語: Blocul Comuniștilor și Socialiștilor, BCS）は、モルドバの政党である。院内会派であり、モルドバ共和国共産党（PCRM）とモルドバ共和国社会主義者党（PSRM）の議員らで構成される。

## 歴史
2021年4月、議会選挙の前の連合結成に関する協議が、モルドバ共和国社会主義党（PSRM）の代表者らによって開始された。5月初旬、PSRMの代表のイゴル・ドドンはモルドバ共和国共産党（PCRM）の代表のウラジーミル・ヴォローニンに連合結成の提案をした。モルドバ共和国共産党の委員会は5月11日に選挙連合結成を多数決で承認し、モルドバ共和国社会主義党は翌日、連合の結成の議定書に署名する用意があると発表した。モルドバの中央選挙管理委員会は5月13日にモルドバ共和国共産党とモルドバ共和国社会主義党の選挙連合結成の要請を受理し、ヴォローニン氏が連合の代表に選ばれた。
その後、2021年7月11日に突然総選挙が実施されることが発表され、BCSの代表であるヴォローニン氏が率いる共通投票名簿の下でBCSが参加した。

## 選挙での結果
| 年   | 代表                                         | 議席     | 投票数  | 投票率 | 増減 | 政権 |
| ---- | -------------------------------------------- | -------- | ------- | ------ | ---- | ---- |
| 2021 | ウラジーミル・ヴォローニン と イゴル・ドドン | 32 / 101 | 398,675 | 27.17% |      | 野党 |
| 2025 | ウラジーミル・ヴォローニン と イゴル・ドドン | 未定     | 未定    | 未定   | 未定 | 未定 |